# Andalen
Andalen är en bebyggelse på sydvästra Hisingen i Göteborgs kommun. Orten avgränsades före 2015 till en separat tätort för att därefter räknas som en del av tätorten Björlanda och Torslanda. Andalen är liksom ett flertal andra orter kring Torslanda ett före detta sommarstugeområde som omvandlats till ett villaområde. 
Området har en vägförening vid namn "Andalens Samfällighetsförening", en privat badplats som sköts av "Andals Badförening" samt en liten hamn i regi av "Andalens Båtförening".

## Befolkningsutveckling
| Befolkningsutvecklingen i Andalen 1990–2010 | Befolkningsutvecklingen i Andalen 1990–2010 | Befolkningsutvecklingen i Andalen 1990–2010 | Befolkningsutvecklingen i Andalen 1990–2010 | Befolkningsutvecklingen i Andalen 1990–2010 |
| --- | ------------------------------------------- | ------------------------------------------- | ------------------------------------------- | ------------------------------------------- |
| |                                             |                                             |                                             |                                             |
| År |                                             |                                             | Folkmängd                                   | Areal (ha)                                  |
| 1990 | 1990                                        |                                             | 603                                         | 95#                                         |
| 1995 | 1995                                        |                                             | 964                                         | 143                                         |
| 2000 | 2000                                        |                                             | 1 669                                       | 153                                         |
| 2005 | 2005                                        |                                             | 1 897                                       | 157                                         |
| 2010 | 2010                                        |                                             | 2 188                                       | 158                                         |
| Anm.: År 1990 räknades en stor del av det som sedan blev tätorten Andalen som en småort med namnet Myrebo + Sandvik + Lyse.Ny tätort 1995, sammanvuxen med Torslanda 2015 # Som småort. |                                             |                                             |                                             |                                             |